# 堀川惠子
堀川 惠子（ほりかわ けいこ、1969年11月27日 - ）は日本のジャーナリスト・ドキュメンタリーディレクター・ノンフィクション作家。
「堀川 恵子」とも表記する。

## 来歴
1992年広島大学総合科学部外国語コース卒業後、広島テレビ放送報道部に初の女性記者として入社。記者クラブ（県警、司法、県庁、経済、広島市役所）所属、報道部デスクを経て、2004年に退社。理由は、デスクになったことに加えて入社時に約束されたニューヨーク特派員が叶わなかったためと語っている。また退社前日に社長賞を授与されたエピソードについて、日経新聞夕刊「プロムナード」に書いている。その後は東京に移り、NHK、テレビ朝日、日本テレビ、フジテレビ、テレビ東京のドキュメンタリー番組を制作しながらノンフィクション作品を発表した。2013年以降は執筆に専念。ノンフィクション三賞（講談社ノンフィクション賞、新潮ドキュメント賞、大宅壮一ノンフィクション賞）すべてを異なる作品で受賞した現役の作家は堀川のみ。著書のうち『チンチン電車と女学生』や『戦禍に生きた演劇人たち』はミュージカル化、舞台化されている。
放送批評懇談会ギャラクシー賞報道活動部門審査委員、文部科学省芸術祭テレビ・ドキュメンタリー部門審査員、九州大学大学院法学府非常勤講師（刑事政策）。2022年より読売新聞社・読書委員、広島大学特別招聘教授。
2023年より開高健ノンフィクション賞審査員、2024年よりアジア・太平洋賞選考委員

## 人物
テレビへの出演は固辞しているが、「司馬遼太郎賞の『狼の義　新犬養木堂伝』を取り上げたNHK・BSプレミアム『英雄たちの選択』や、大佛次郎賞の『暁の宇品～陸軍船舶司令官たちのヒロシマ』を映像化したNHK・BSドキュメンタリー『破綻の航跡』には解説で出演しており、著作をテーマとする取材は受けている。
審査員を務めた文部科学省芸術祭の審査では、同省の担当者がNHKスペシャル『ある文民警察官の死〜カンボジアPKO23年目の告白』について「国からの賞なのに、国を批判するような番組を賞に選ぶのはいかがなものか」と圧力をかけてきた経緯を、東京新聞の取材に対して明らかにしている。

## 家族
夫はNHKの元エグゼクティブ・プロデューサーの林新（1957 - 2017）。堀川がNHKで制作した番組はすべて林がチーフプロデューサーとして参画している。
2019年に司馬遼太郎賞を受賞した『狼の義　新 犬養木堂伝』は、林の未完の遺稿を堀川が完成させたもので、この作品のみノンフィクションではなく、林が意図した小説形式で執筆されている。

## 最新刊『透析を止めた日』
（講談社、2024年11月）
医療ノンフィクションとしては異例のベストセラーになっている『透析を止めた日』は、第一部が透析患者であった夫の闘病記、第二部が透析医療の社会的な課題を自らルポした作品。ことに日本の緩和医療が、がん患者（と重度の心不全）のみに限定され、多くの透析患者が過酷な終末期を迎えざるをえない現実について問題提起を行う。本件に関連して2025年2月、自民党内に上川陽子衆議院議員、武見敬三参議院議員、国光あやの衆議院議員、自見はなこ参議院議員、仁木博文衆議院議員を呼びかけ人とした勉強会「腎疾患を軸に医療の未来を拓く会」がたちあがり、政策的な議論が始まっている。

## 制作番組

### 広島テレビ時代
※全てNNNドキュメント
- 「島で死にたい ある老人ホームの破綻」（1997年  日本テレビ系列）
- 「マツダ・再生への道 〜日米自動車野郎たち〜（2002年  日本テレビ系列）
- 「 ニッポンの筆 世界に挑む」（2003年  日本テレビ系列）
- 「チンチン電車と女学生 〜2003・夏・ヒロシマ〜」（2003年  日本テレビ系列）
- 「千羽鶴はこうして集まった 〜放火事件から一年〜」（2004年  日本テレビ系列）

### フリー転身後
- ハイビジョン特集「ヒロシマ・戦禍の恋文 〜女優・森下彰子の被爆」（2005年 NHK）
- 日経スペシャル ガイアの夜明け「風雲！きのこ三国志 〜夢のキノコで覇権を握れ〜」（2005年 テレビ東京）
- NNNドキュメント '06「おひとりさま物語 私がケッコンしない理由」（2006年 日本テレビ）
- 日経スペシャル ガイアの夜明け「華麗なるブライダル戦争 〜 二極化時代の“幸せの選択”〜」（2006年 テレビ東京）
- 田原総一朗スペシャル「 BC級戦犯124通の遺書」（2007年 テレビ朝日系列）
- ハイビジョン特集「新藤兼人95歳 人生との格闘果てず」（2008年 NHK）
- 課外授業 ようこそ先輩「君はウソをついていないか」〜96歳の映画監督・新藤兼人の教え〜（2008年 NHK）
- ETV特集「死刑囚 永山則夫 〜獄中28年間の対話〜」（2009年 NHK）
- ETV特集「『死刑裁判』の現場 〜ある検事と死刑囚の44年〜」（2010年 NHK）
- ETV特集「死刑執行 法務大臣の苦悩」（2011年 NHK）
- ETV特集「永山則夫100時間の告白 〜封印された精神鑑定の真実〜」（2012年 NHK）

## 著書

### 単著
- 『死刑の基準 「永山裁判」が遺したもの』（日本評論社、2009年。のち講談社文庫）
- 『裁かれた命 死刑囚から届いた手紙』（講談社、2011年。のち講談社文庫）
- 『永山則夫 封印された鑑定記録』（岩波書店、2013年。のち講談社文庫）解説：木谷明
- 『教誨師』（講談社、2014年。のち講談社文庫）解説：石塚伸一（弁護士）
- 『原爆供養塔 忘れられた遺骨の70年』（文藝春秋、2015年。のち文春文庫）解説：平松洋子
- 『戦禍に生きた演劇人たち 演出家・八田元夫と「桜隊」の悲劇』（講談社、2017年。のち講談社文庫）解説：ケラリーノ・サンドロヴィッチ
- 『暁の宇品 陸軍船舶司令官たちのヒロシマ』（講談社、2021年。のち講談社文庫）解説：船橋洋一
- 『透析を止めた日』（講談社、2024年）解説：国際腎臓学会・日本腎臓学会理事長　南学正臣（東京大学医学部長） - 医療ノンフィクションとして、発売以来異例のベストセラーを続けている。　（Amazonランキングカテゴリー：腎・泌尿器・生殖器看護学[22]）。第一部が透析患者であった夫の闘病記、第二部が透析医療の社会的な課題を自らルポした作品。ことに日本の緩和医療が、がん患者（と重度の心不全）のみに限定され、多くの透析患者が過酷な終末期を迎えざるをえない現実について問題提起を行う[23][24]。本件に関連して２０２５年２月、自民党内に上川陽子衆議院議員（前外務大臣）、武見敬三参議院議員（前厚生労働大臣）、国光あやの衆議院議員、自見はなこ参議院議員、仁木博文衆議院議員（厚生労働副大臣）を呼びかけ人とした勉強会「腎疾患を軸に医療の未来を拓く会」がたちあがり、関連学会や患者会が参加して初会合が開かれた。出版を機に、末期腎不全患者の緩和ケアを構築するための政策的な議論が始まっている[21]。

### 共著
- 小笠原信之との共著『チンチン電車と女学生 1945年8月6日・ヒロシマ』（日本評論社、2005年。のち講談社文庫）
- 田原総一朗監修、田中日淳『日本の戦争 BC級戦犯 60年目の遺書』（アスコム、2007年）※聞き手
- 林新との共著『狼の義　新 犬養木堂伝』（KADOKAWA、2019年。のち角川ソフィア文庫）解説：橋本五郎

## 受賞

### テレビ

#### 広島テレビ時代
- 2003年NNN年間賞（日本テレビ系ニュースネットワーク） - 「マツダ・再生への道 〜日米自動車野郎たち〜」
- 平成15年度日本民間放送連盟賞・テレビ教養番組部門優秀賞、第40回ギャラクシー賞・テレビ部門選奨 - 「ニッポンの筆 世界に挑む」
- 平成16年度日本民間放送連盟賞・テレビ教養番組部門最優秀賞、第30回放送文化基金賞・ドキュメンタリー番組賞 - 「チンチン電車と女学生 〜2003・夏・ヒロシマ〜」
- 厚生労働省児童福祉文化財推薦 - 「千羽鶴はこうして集まった 〜放火事件から一年〜」

#### フリー転身後
- 第23回ATPテレビグランプリ・ドキュメンタリー部門優秀賞 - 「ヒロシマ戦禍の恋文 〜女優 森下彰子の被爆」（NHK）
- 第47回ギャラクシー賞テレビ部門大賞、アメリカ国際ビデオフィルム祭・テレビドキュメンタリー部門銀賞 - 「死刑囚 永山則夫 〜獄中28年間の対話」（NHK）
- 第13回石橋湛山記念早稲田ジャーナリズム大賞・文化貢献部門大賞、ギャラクシー賞テレビ部門選奨 - 「永山則夫100時間の告白 封印された精神鑑定の真実」（NHK）

この他、過去の制作実績に対して、第38回放送ウーマン賞（日本女性放送者懇談会）、第9回放送人グランプリ（放送人の会）など

### 出版
- 第35回講談社ノンフィクション賞 - 『死刑の基準 「永山裁判」が遺したもの』
- 第10回新潮ドキュメント賞 - 『裁かれた命 死刑囚から届いた手紙』
- 第4回いける本大賞 - 『永山則夫 封印された鑑定記録』
- 第1回城山三郎賞（角川文化振興財団） - 『教誨師』
- 第15回石橋湛山記念早稲田ジャーナリズム大賞（草の根民主主義部門）大賞、第47回大宅壮一ノンフィクション賞 - 『原爆供養塔  忘れられた遺骨の70年』
- 第23回AICT演劇評論賞（国際演劇評論家協会日本センター） - 『戦禍に生きた演劇人たち 演出家・八田元夫と「桜隊」の悲劇』
- 第23回司馬遼太郎賞 - 『狼の義　新 犬養木堂伝』
- 第48回大佛次郎賞 - 『暁の宇品 陸軍船舶司令官たちのヒロシマ』

この他、過去の実績に対して、第1回守屋賞（刑事司法及び少年司法に関する教育・学術研究推進センター）、2016年日本記者クラブ賞特別賞（日本記者クラブ）など

## 出演
- BSスペシャル「破綻の航跡　〜“暁の宇品”　陸軍船舶部隊の戦争〜」（2024年12月5日、NHK-BS）[25]